# Evropská silnice E12
Evropská silnice E12 je evropskou silnicí 1. třídy. Začíná v norském Mo i Rana, a končí ve finských Helsinkách. Celá trasa měří 910 kilometrů.

## Trasa
- Norsko
  - Mo i Rana – Storuman

- Švédsko
  - Lycksele – Umeå – Holmsund

- Finsko
  - Vaasa – Tampere – Hämeenlinna – Helsinki

## Galerie

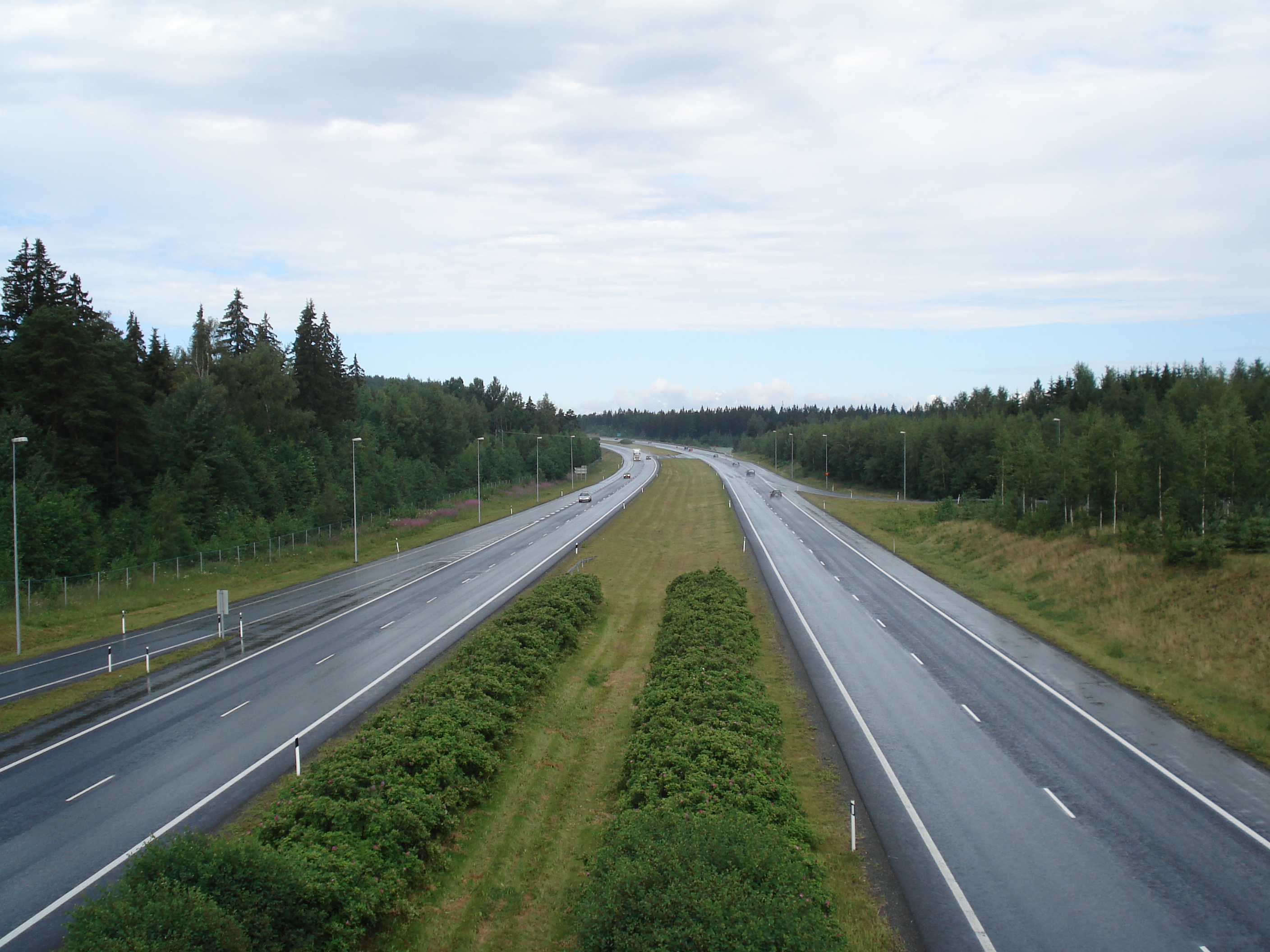
E12 v Parole ve Finsku
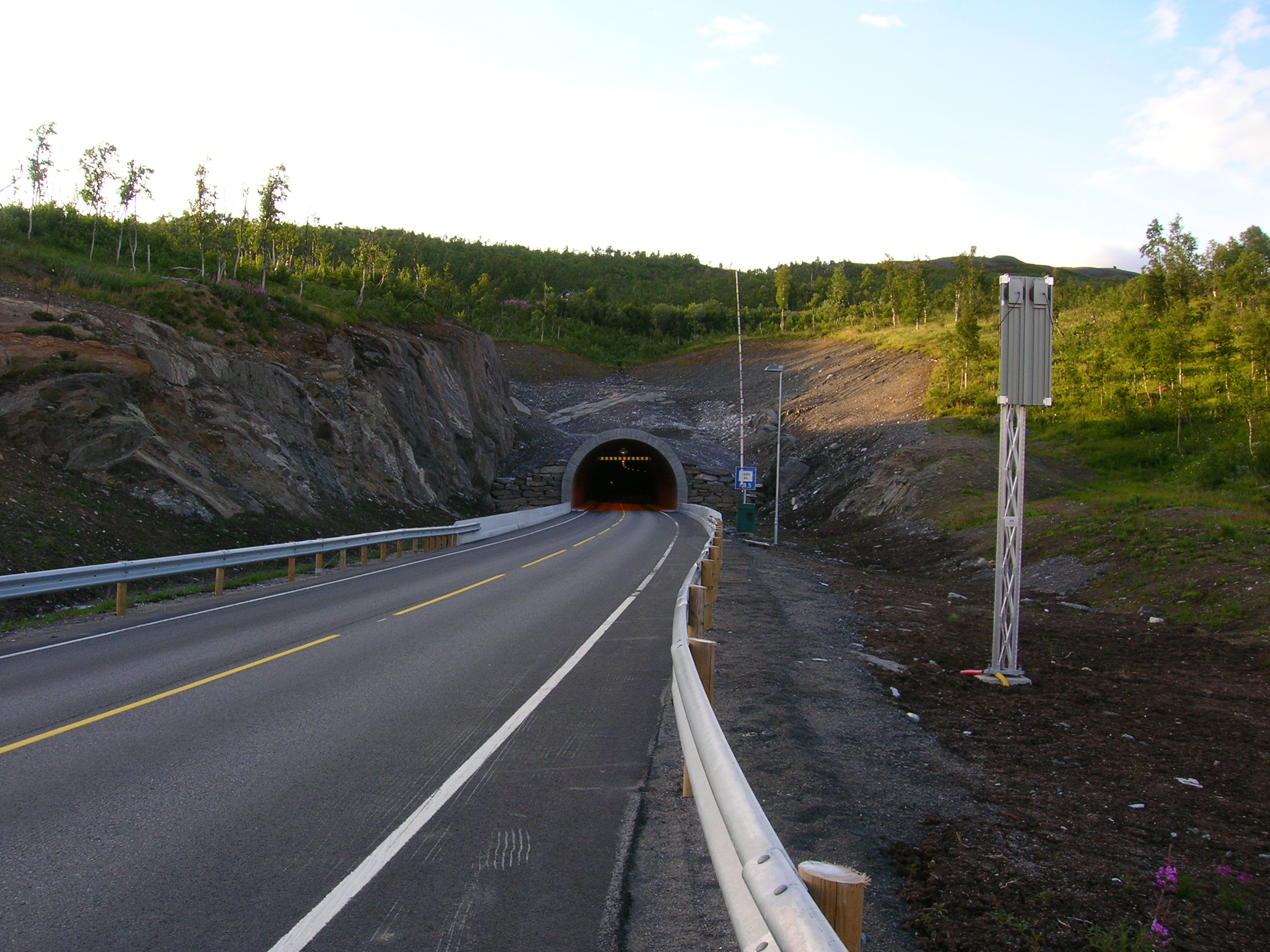
E12 v Norsku
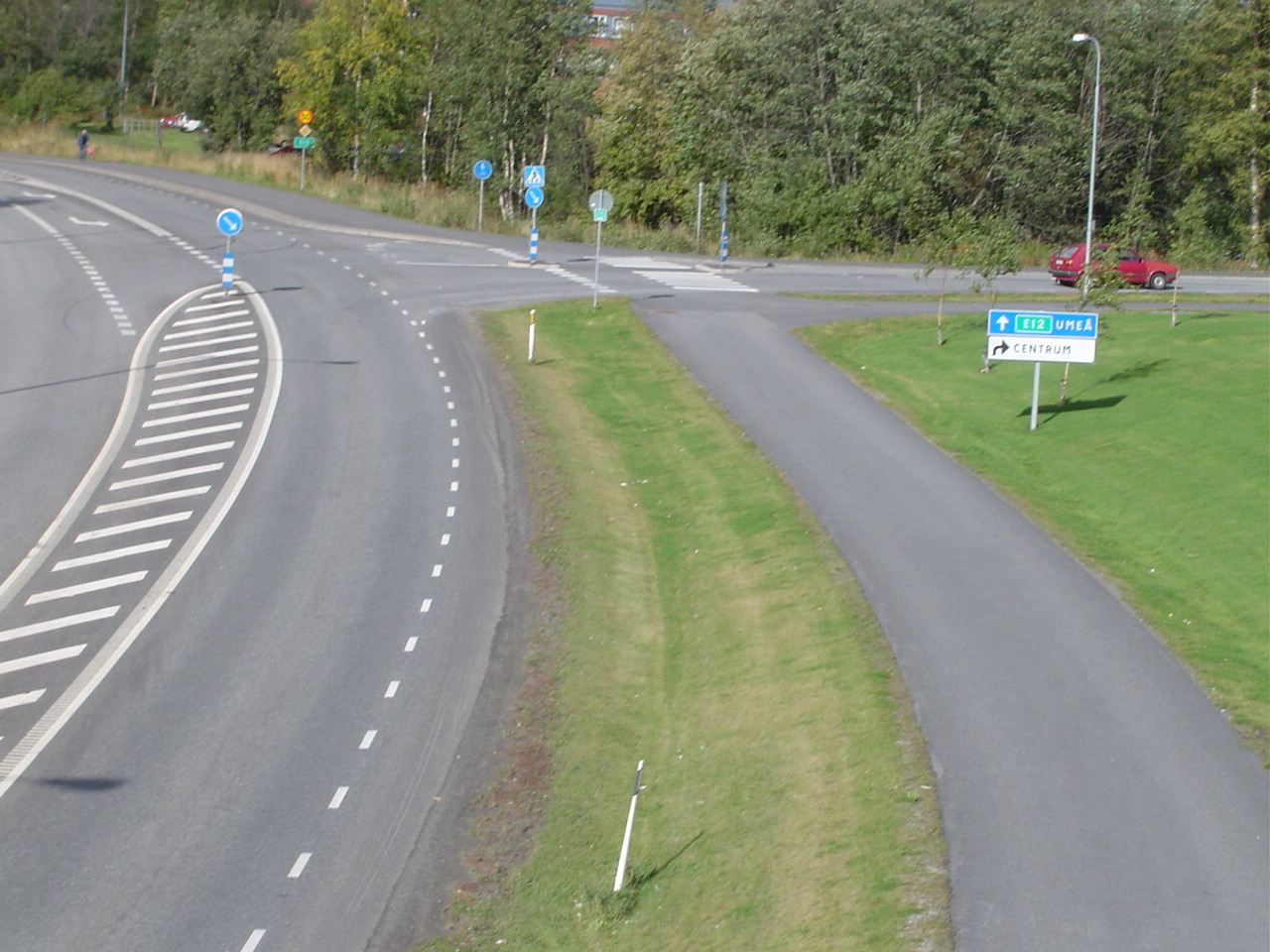
E12 ve Švédsku